# Musael Temsegen
Musael Temsegen, född 1982 i Etiopien, är en eritreansk-svensk friidrottare (långdistanslöpare) tävlande för Hälle IF. Han vann SM-guld på 5 000 meter år 2013.

## Personliga rekord
Utomhus 
- 3 000 meter – 8:12,51 (Karlstad 23 juli 2013)[5][6]
- 5 000 meter – 14:20,41 (Borås 1 september 2013)[5][6]
- 10 000 meter – 29:11,52 (Borås 30 augusti 2013)[5][6]
- 10 km landsväg – 28:58 (Hole, Norge 23 oktober 2011)[5][6]
- Halvmaraton – 1:07:14 (Göteborg 18 maj 2013)[5][6]

### Fotnoter
1. ↑  ”Stora SM 2013, dag 4”. trackandfield.se. Arkiverad från originalet den 4 september 2013. https://web.archive.org/web/20130904001146/http://www.trackandfield.se/resultat/2013/130901.htm. Läst 2 september 2013.
2. ↑  ”Stora SM 2012, dag 1”. swedishtiming.se. Arkiverad från originalet den 7 mars 2016. https://web.archive.org/web/20160307130244/http://www.swedishtiming.se/resultat/120824.htm. Läst 16 april 2013.
3. ↑  ”Stora SM 2013, dag 2”. trackandfield.se. Arkiverad från originalet den 3 september 2013. https://web.archive.org/web/20130903064049/http://www.trackandfield.se/resultat/2013/130830.htm. Läst 2 september 2013.
4. ↑  ”SM halvmarathon 2013”. goteborgsvarvet.se. http://goteborgsvarvet.r.mikatiming.de/2016/?event=GV_9999991A136FC50000000071&event_main_group=2013&pid=list&ranking=time_finish_netto&search%5Bage_class%5D=%25&search%5Bsex%5D=M. Läst 23 maj 2013.
5. 1 2 3 4 5 6  ”Personsida på AllAthletics”. all-athletics.com. Arkiverad från originalet den 13 augusti 2016. https://web.archive.org/web/20160813075151/http://www.all-athletics.com/node/580340. Läst 19 juni 2016.
6. 1 2 3 4 5  ”Personsida på ARRS”. arrs.net. Arkiverad från originalet den 10 augusti 2016. https://web.archive.org/web/20160810040249/http://more.arrs.net/runner/34633. Läst 19 juni 2016.